# La Revue du cinéma (1969-1992)
La Revue du cinéma és una revista francesa de cinema publicada amb aquest títol des del març de 1969.
Fundada el 1946 sota el títol Informations UFOCEL'' i publicada per la Union française des offices de cinéma éducation laïques, passa a anomenar-se Image et Son el 1953. Després del canvi de títol el 1969, la revisió va mantenir Image et son com a subtítol fins al desembre de 1982.
Als seus inicis és d'inspiració humanista i esquerrana, propera a la xarxa de cineclubs. A principis de la dècada de 1980, La Revue du Cinéma va absorbir la revista Écran. Va ser durant la dècada següent que La Revue du Cinéma va tenir la seva màxima circulació. Sota l'impuls de Jacques Zimmer, es va crear una cooperativa de crítics per continuar la publicació als anys noranta.
El seu darrer número (núm. 486) es va publicar l'octubre de 1992. Va renéixer dos mesos després sota el títol Le Mensuel du cinema. Llavors la ressenya vol ser luxosa; aquest nou mitjà va deixar d'aparèixer el juny de 1994 (núm. 18).